# Dolgi plaz (Karavanke)
Dolgi plaz (Karavanke)  je melišče v južnem pobočju Potoškega Stola nad zaraščenim nasutjem grušča Ravni, vzhodno od Rjavih peči in Potoške planine ter zahodno od skalnega grebena Ksr (Kser) in melišča Monštranca. Nekoliko nižje je planinska koča Valvasorjev dom, nekdaj rudarska postojanka, rudarska upravna zgradba.